# 岩倉商事
岩倉商事株式会社（いわくらしょうじ）は、北海道苫小牧市に本社を置く企業。ENEOSの店舗運営などを行っている。

## 概要
出典:
1958年2月8日、損害保険代理業として岩倉商会を設立。1960年8月1日、岩倉商事株式会社に商号を変更し、石油部門を新設。
現在は道内の苫小牧市、千歳市、日高町、新冠町にサービスステーションや灯油配送センターを開設し、LPガスの販売も行っている。
2015年8月から北海道産100％の薪の販売も行っている。

## 沿革
出典:
- 1958年2月8日 - 損害保険代理業を専業とし、岩倉商会として発足
- 1960年8月1日 - 岩倉商事株式会社に商号変更。山大産業石油部門を吸収。苫小牧、富川、新冠営業所を新設
- 1966年9月 - 千歳市本町に千歳営業所開設
- 1970年9月 - コンピュータによる請求業務開始
- 1970年8月 - 元町営業所を開設[2]
- 1971年9月 - 山手営業所開設[2]
- 1972年
  - 5月 - 三光町営業所開設[2]
  - 12月 - 日の出給油所開設
- 1974年5月 - 臨港給油所開設
- 1983年6月 - 錦岡給油所開設
- 1985年12月 - 富川営業所改築
- 1988年8月 - 苫小牧営業所改築
- 1989年12月 - 千歳営業所改築
- 1990年1月 - 臨港給油所改築
- 1994年7月 - 千歳LPG課新設
- 2018年
  - 8月 - 薪の販売を開始。
  - 10月 - JXTGエネルギーのブランド統一によりMobilからENEOSに変更[3]
- 2021年7月 - 見山町給油所開設

## 営業所
出典:
- 東京事務所 - 東京都千代田区外神田6丁目13-10 プロステック秋葉原8F 菅原経理事務所内
- 石油部営業課 - 苫小牧市末広町3丁目9-21
- LPG課 - 苫小牧市末広町3丁目9-21
- 千歳LPG課 - 千歳市日の出3丁目15-16
- 配送センター - 苫小牧市一本松町7-1

ENEOS
- 苫小牧SS[4]（苫小牧営業所） - 苫小牧市末広町3丁目9-21
- 見山町SS[5]（見山町給油所） - 苫小牧市見山町3丁目1-4
- 臨港SS[6]（臨港給油所） - 苫小牧市一本松町7-1
- 錦岡SS[7]（錦岡給油所） - 苫小牧市明徳町1丁目3-9
- ニュー千歳SS[8]（千歳営業所） - 千歳市本町1丁目26
- 日の出SS[9]（日の出給油所） - 千歳市日の出3丁目15-16
- 富川SS[10]（富川営業所） - 沙流郡日高町富川南2丁目1-42
- 新冠SS[11]（新冠営業所） - 新冠郡新冠町字中央町4丁目2-6

### かつて存在した事業所
- 元町給油所[12] - 苫小牧市矢代町2丁目3番9号
- 山手給油所[12] - 苫小牧市見山町3丁目2-3
- 三光町給油所[12] - 苫小牧市三光町5丁目7-10

## グループ会社
山大岩倉グループ
- 山大産業
- 山大岩倉食品

イワクラグループ
- 岩倉建設(総合建設業)
- 岩倉化学工業(化学製品の製造販売)
- イワクラホーム(住宅・マンションの設計・施工・販売など)
- 岩倉建材(建材・工業用資材・家具の仕入販売)
- 岩倉海陸運輸(自動車運送事業、倉庫業)
- イワクラゴールデンホーム(戸建て分譲、マンション分譲販売･注文住宅の建築請負･リフォーム･宅地造成他)
- イワクラインダストリー(木材製品生産・加工仕入、販売)
- デノン工業(建築用内装材の製造加工販売)
- 岩倉緑化産業(造園・緑化・造林事業